# Gogreve (Minden-Ravensberger Adelsgeschlecht)

Wappen derer von Gogreve im Wappenbuch des Westfälischen Adels

Gogreve (Gogravius, Tribunus) ist der Name eines westfälischen Adelsgeschlechts, das im Herforder und Minden-Ravensberger Raum verbreitet war.
Wahrscheinlich besteht keine Stammesverwandtschaft mit dem westfälisch-waldeckschen Adelsgeschlecht der Gaugreben, das in räumlicher Nähe in Holzhausen (Hudenbeck, Brüggehof) und in der Grafschaft Schaumburg ebenfalls belehnt war. Auch die Familien der Gogreve zu Telgte und Gogreve zu Ahlen sind zu unterscheiden.

## Geschichte

### Herforder Gogericht

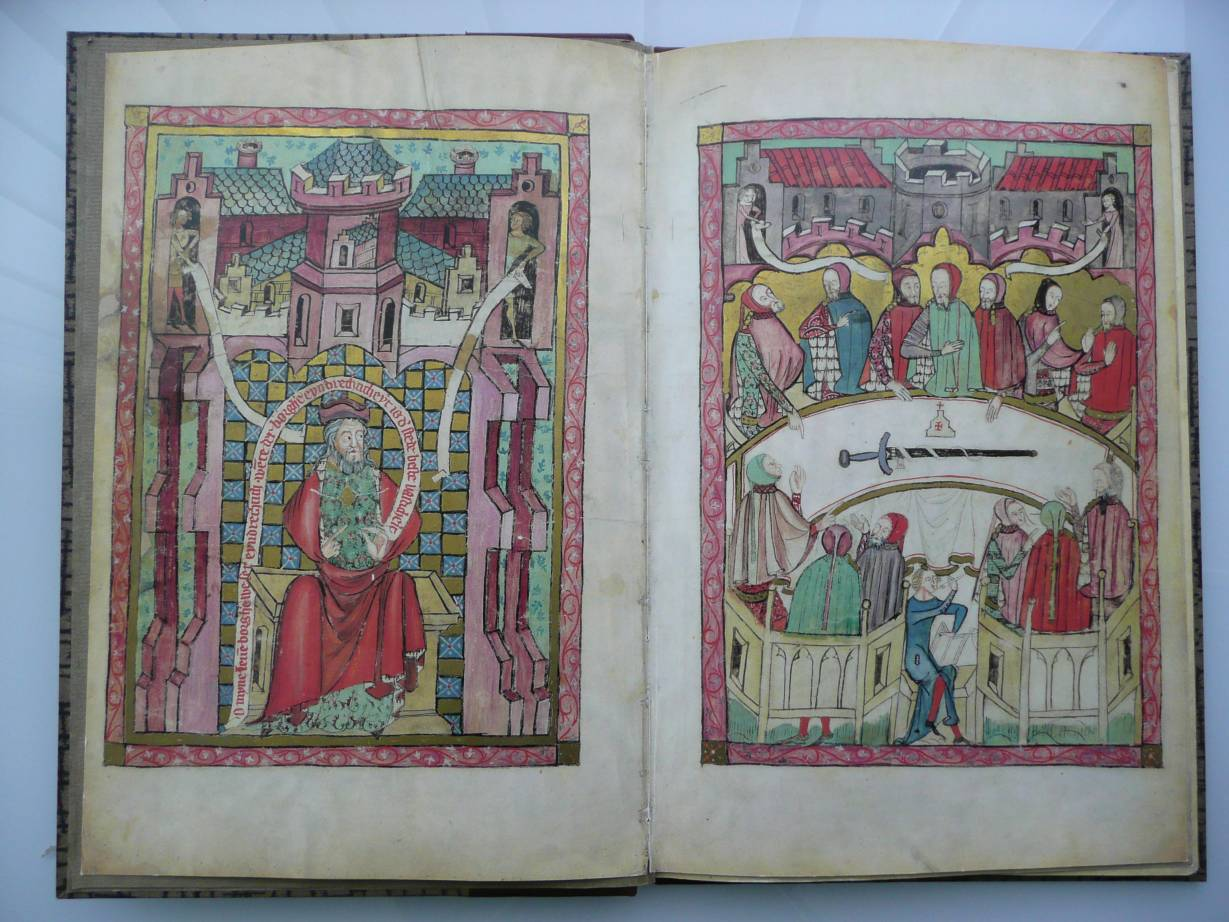
Gogreve, zwölf Schöffen und Schreiber bei einer Gerichtssitzung unter freiem Himmel (auf Grasboden), Miniatur (rechts) aus dem Rechtsbuch der Stadt Herford, um 1375

Der Name Gogreve rührt vom Besitz des Herforder Gogerichtes her, das die Familie bereits im 12. Jahrhundert als allodiales Erbeigentum innehatte. Der Gogreve richtete unter Königsbann über „Hand und Hals“. Der Gerichtsbezirk erstreckte sich über Altstadt und Neustadt Herfords. Das Schöffen-Gericht tagte unter Vorsitz des Gogreven ursprünglich auf dem Alten Markt, zur Zeit des Kurkölner Gerichtsherren seit 1360 auf dem Rathaus in der Neustadt (uppe deme rathus uppe der nyenstad) und „ungeboten“ (unangesagt) zu festgelegten Terminen dreimal im Jahr als „echtes Vogt-Thing“ (voghettyngh) auf dem Rathaus der Altstadt. Sieben Kirchspiele außerhalb Herfords – die außen wohnenden (de buten wanet) Feldmärker der Altstadt, St. Mariae auf dem Berge (mit Exter), Schildesche (mit Jöllenbeck), Heepen (mit Bielefeld), Schötmar (mit Salzuflen), Oerlinghausen und Brackwede – bildeten das Gogericht Hengeloh (auf dem Heyenloh, heute Heidenloh zwischen Biemsen und Lockhausen), das sich ebenfalls der Herforder Ministerialenfamilie Gogreve zugeordnet hatte. Berufungen von „ungebotenen“ (regelmäßigen) Sitzungen und „gebotene“ Dinge des Gogerichts Hengeloh wurden beim Achter-Goding uppe de wellen (= Quelle) vor de renneporten verhandelt, wo sich früher der altsächsische Hof Olden-Hervorde befunden hatte. In Zweifelsfällen ging das Hengeloher Gogericht bei der Herforder Gerichtsbank „zu Haupt“, oder es wurden als Obergericht die Dortmunder Schöffen angerufen.
Hermannus plebis tribunus (= „Volkstribun“ = Gogreve) wird 1191 in einer Urkunde des Konvents des Stiftes Herford und der Ministerialin Christina und in einer undatierten Urkunde des Abtes Liborius († 1214) von Kloster Marienfeld erwähnt. Er und sein Bruder Heinrich waren Söhne des Reinhard, Besitzer der Villikation Hartum („Harthem; Hartheim“). Am Ende des 13. Jahrhunderts verkaufte die Familie Güter in Dehme an das Stift St. Martini in Minden. Heinrich (Hinrike) Gogreve trug das Herforder Gogericht dem Kölner Erzbischof Siegfried von Westerburg („Sifrid van Runkel“) gegen eine Zahlung von 500 Mark zu Lehen auf. 1295 bestellte Erzbischof Siegfried den Ritter Heinrich Gogreve zum Gografen. Erzbischof Heinrich II. von Virneburg setzte 1319 Ritter Heinrich genannt Gogreve von Herford (Gogravius de Hervorde) und dessen Sohn Reiner gegen ein Pfand von 150 Mark Soester Pfennige als Amtleute in Herford ein. 1327/28 stritten sich Ritter Reynerus Gogravius und Äbtissin Luitgard II. von Bicken (reg. 1325–1360) um Abgaben auf die Einkünfte aus dem Officium (Amtsbezirk) Hartum (Hartham).
1390 reversierte Dietrich von Horne, Bischof von Osnabrück, über das ihm vom Kölner Erzbischof Friedrich III. von Saarwerden anbefohlene Amt und Gericht Herford, das er für 100 Schilde von Hermann Gogreve einlösen soll.

### Lehen der Reichsabtei Herford
Die Familie hielt umfangreichen Lehensbesitz von der Reichsabtei Herford in Händen: ein Hof der Gogreven am Steintor im Stadtteil Radewig, an der Aa gelegen, weitere Güter und Rechte in Herford, zwei Höfe zu Bobeke bei Herford), Hof, Mühle und zwei Häuser in Diebrock/Diekenbrook, Hof und zwei Häuser in Sulbecke (Sylbach bei Salzuflen), Haus zu Aspe, Haus und Hof zu Werl, drei Häuser zu Lockhausen, Südbrüntrup („Sutbruninktorp“ bei Talle, heute Ortsteil von Lemgo), Schiesshof, Uthof, Kotten, ein Salzhaus und den Friedeschilling (Censum arearum; Gerichtsgebühr) in Salzuflen, Amt Westerenger, Mühle und zwei Häuser in Edelsen (Elsterhöfe bei Löhne), Amt und ein Haus zu Häver, Haus Lindemann (bei Eickum), Eickhof in Schweicheln („Sueghelen; Swechelen“), Meershaus und ein weiteres Haus in Werther, Haus Siekermann zu Heepen, acht Höfe in Vahrenbrede (bei Eickum), vier Höfe zu Rauschenbusch (bei Diebrock), Kregenbrocke, Acker beim Yshus (vor dem Herforder Renntor), zwei Höfe am Gogrevenfeld, sieben Höfe an der Wehmühle („Wedemolen“ an der Werre vor dem Herforder Lübbertor), drei Höfe zu Milse, Haus in Sorenhagen (bei Biemsen), Haus zu Glösinghausen (Glosinckamp bei Westerenger), Weide, Feld, Hof to den Worden, weitere Ländereien und alle Häuser an der Aa vor dem Herforder Deichtor („Dikport“) – bis auf zwei Häuser bei Bexterlau –, zwei Häuser zu Riessen („Rettersen; Rotterschen“), Haus zu Echolte (Eickel bei Lübbecke), Amt und Hof Hartum, Hof zu Ramsloh (zwischen Ummeln und Senne), Horenbrede, Wulferkamp (bei Diebrock), Schelenbrink, Quadenkamp, Lockhof und dat Goltland vor dem Herforder Steintor, der Volkwinschen Haus und das Sanderhaus zu Hillewalsen (bei Elverdissen), Fischerei in der Aa bei Brake, 1233 bis 1334 auch die Vogtei über die Villikation Hunnebrock.
Schon im ältesten Herforder Lehensregister, das im Original aus dem 11./12. Jahrhundert stammen könnte, steht die Ritterfamilie Gogreve mit 17 Mansenhöfen an erster Stelle aller Lehnsträger der Abtei. 1352 hatte die Familie mehr als 70 Einzelhöfe als Lehen an sich gebracht, dazu eine vollständige Villikation mit Haupthof und 24 Mansen, 2 Mühlen, 1 Salzhaus in Salzuflen. Aus vielen Höfen bezog man darüber hinaus sogenannten Gogreven-Hafer oder ein Gogreven-Huhn.
1334 verkauften Ritter Hinrick de Gogreve und seine Söhne Heinrich, Werner, Johann, Reyneke (Reiner), Otto und Hermann das Amt Hunnebrock mit Hof und Kotten zu Häver, Gütern zu Scheit, Oberbehme (Bevenhem), Bermbeck (Bernebeke), Herringhausen (Hederinchussen) und Glösinghausen (Glosincheym) an den Ritter Alhard (Albert) von dem Bussche. Der kinderlose Knappe Hermann Gogreve († um 1341; „manche Jahre“ vor 1366) – 1331 verheiratet mit Jutta – überließ 1341 seinen allodialen Hof in Südlengern (Zutlenegheren) ebenfalls dem Knappen Albert von dem Bussche, wohl dem Sohn seiner Schwester.
Eine Rente von 18 Schillingen, die aus dem Hof bezogen wurde, wurde einer Memorie in der Herforder Kirche gewidmet.
„Her Hinrik de Gogreue“ (eine Generation zurückblickend im Jahr 1362 erwähnt) und „her Reyner de Gogreue“ (zum Jahr 1351) werden bei der Schilderung von Rechtsfällen im Rechtsbuch der Stadt Herford erwähnt. 1358 bezeugen vor der Herforder Äbtissin unter anderen Alhard von dem Bussche, Ritter Johann Gogreve sowie Sweder und Alhart Gogreve einen Erbverzicht. Der Knappe Sweder de Gogreve, Sohn des verstorbenen Johanns des Gogreven, verkaufte 1369 seinen Anteil an Glösinghausen an Alheid van der Molen, die Frau Alberts von dem Bussche.
1403 erhielt Hermann Gogravius nach dem Tod der Elisabeth von Wede das Erbtruchsessenamt (dapiferatus … hereditario iure) des Stifts, mit dessen Besitz zwei Häuser in Salzuflen, ein Haus in Werl, zwei Häuser zu Oberbehme und Haus und Hof in Südlengern verbunden waren. 1419 wurde das Erbtruchsessenamt von Johann von dem Bussche (* vor 1366; † um 1438), Drost zu Wittlage, einem Enkel der Helena von Gogreve, wahrgenommen, seit 1438 hatte die Familie Ledebur das Amt inne.
Der Knappe Godert (Godhert) de Gogreve (* vor 1400/10; † nach 1462), geschworener Rat und bestellter Lehnrichter der Herforder Äbtissin, verkaufte etliche seiner Lehen, darunter 1445 sein Anrecht auf den Hof zu Hartum sowie Häuser und Rechte zu Bermbeck oder 1455 einen Hof zu Werl, den Hof van Hagen in Herford, auf dem er und seine Frau die Leibzucht behielten, den Hof ton Worden und die Fischerei in der Aa. Zu dieser Zeit hatte die Familie das Gografen-Amt nicht mehr inne. Kurkölner Richter beider Städte zu Herford und Gogreve war Johann Tegeler († nach 1482). 1472 erwarb Herzog Gerhard von Jülich-Berg die Gerichte in der Stadt Herford und das Hengeloher Gogericht; der Sitz aller Gerichte wurde nach Bielefeld verlegt.

### Kloster Marienfeld
Im 13. Jahrhundert schenkten die Herforder Gogreven dem Kloster Marienfeld in Harsewinkel (bei Gütersloh) Salzrenten aus einem Hause zu Salzuflen. „Reinerus Gogravius et filius ejus (= und sein Sohn)“ wurden in das Nekrologium des Klosters aufgenommen. In vielen Urkunden des Klosters fungieren Angehörige der Familie als Zeugen: vor 1214 „Hervordie … iudex Heinricus, tribunus Hermannus et fratres sui“, 1225 „Hermann Gograf“, 1231 „Heinrich und Johann, Brüder Gografen, Johann, dapifer“, 1275 „Gograf Reinhard, Hermann und Hermann, Ritter, seine Verwandten“, 28. Mai 1288 „zu Herford, Hermann, Gograf, … Johann, Gograf, Hermann und Werner, Brüder, Gogravii und Knappen“, 13. April 1290 „Johann, Gograf … zu Herford“, 31. Januar 1298 „Johann Gograf, Ritter … zu Alt-Herford“, 12. Mai 1322 „Hermann Gogravius, Knappe, Bruder des Ritters Heinrich“, 20. Dezember 1342 „Reyner Gograf, Ritter“, 7. März 1346 „Alrad Gogreven, abteilicher Kleriker … zu Herford“, 24. September 1384 „Sweder von Gogreve, Knappe“ (Bürge), 17. Dezember 1404 „Hermann Gogreve“.
Die Lehnsherrschaft über den Zehnten in Brake (Brac) und Guntenhausen (im Kirchspiel Schildesche), mit dem Ritter Heinrich Gograve zu Herford bzw. dessen verstorbener Sohn Ritter Reyner vom Stift Herford belehnt waren, wurde 1324 von der Äbtissin Luitgard II. von Bicken mit Zustimmung des Oberlehnherrn Simon I. zur Lippe an das Kloster Marienfeld verkauft. Ebenso wechselt 1326 die Lehnsherrschaft über den Zehnten in Diebrock, den Ritter Johann Gogreve zu Herford besaß, vom Stift Herford zum Kloster Marienfeld. Der Knappe Heinrich, Sohn des Ritters Heinrich Gogreve, verzichtete 1331 und der Knappe Johann Gogreve verzichtete 1345 gegenüber dem Kloster Marienfeld auf den Zehnten in Brake. 1374 schenkte Ritter Johann Gogreve mit Zustimmung seiner Tochter Gosta dem Kloster Marienfeld den Hof Esdar in Großdornberg (Grotendorneberghe) im Kirchspiel Dornberg.

### Lehen des Stiftes auf dem Berge in Herford
Das Stift auf dem Berge belehnte die Gogreve mit Anteilen an der Vogtei über die Höfe Ekerinchosen (Eggeringhausen = Sattelmeier Meyer-Johann) und Ebinchosen (Ebbinghausen = Sattelmeier Ebmeyer), beide heute in Oldinghausen.

### Weiterer Besitz
Die Familie Gogreve wurde vom Bischof von Minden mit Höfen und Gefällen in Linne bei Barkhausen (Bad Essen), Haldem, Stemshorn, Arrenkamp, Westrup, Molenhop, Marl, Wehdem, Bäntorf (Bedingdorpe), Ostscheid („Scheet“), Babbenhausen, Edelsen und Becksen, Udinghemolen oder dem Oberhof in Wester-Eisbergen belehnt und verfügte über Besitz in Lerbeck, Wede (= Hollwede) = Leverhagen, Lever Teich (Leverdyk) und Balduins-Sundern (alle in Stemwede). Mit dem Bischof von Paderborn tauschte sie Rechte in Mehnen bei Lübbecke gegen den Zehnten in Elverdissen (Elflysten), den sie ihm anschließend zugunsten eines von ihr in der Herforder Kirche errichteten Altars zu Lehen auftrug. Anfang des 14. Jahrhunderts wurden Johannes Gogravius und sein Sohn Hermann auch mit Gütern des Kollegiatstiftes St. Petrus und Andreas Busdorf in Paderborn belehnt, darunter Rechte in Ober- und Nieder-Eickum.
Mitglieder der Familie waren vielleicht schon im 13. Jahrhundert osnabrückische Burgmannen in Quakenbrück. Sie standen im 14./15. Jahrhundert als Inhaber von Burglehen-Häusern und Richter der Hunteburg (Himteborck) im Kirchspiel Ostercappeln in Diensten des Bistums Osnabrück und besaßen osnabrückische Lehen, z. B. den Hof Feldhake im Kirchspiel Westerkappeln. Auch als gräflich lippische Burgmannen begegnen Mitglieder der Familie Gogreve. Haus Langewiese (Lange Wische) bei Ibbenbüren – dort besaß das Stift Herford Grundherrschaften – und weitere Güter waren im 14./15. Jahrhundert als Lehen der Grafen von Tecklenburg im Besitz der Familie Gogreve. Anfang des 15. Jahrhunderts verfügte sie in der Grafschaft Schaumburg über Gefälle in Feggendorf.

### Nebenlinie Krevet
Die Nebenlinie Gogreve genannt Crevet (Krewet; Cancer) entstammte ursprünglich auch der Herforder Ministerialenfamilie; Werner Gogreve genannt Krevet († um 1290) war der Bruder von „Hinricus miles Gogravius Hervordensis“. Die Krevet gehörten später zu den führenden Familien im Hochstift Paderborn mit Stammsitz in Salzkotten (ab 1607 Burg Vernaburg in Verne).

## Wappen
Ein roter Querbalken in silbernem Feld, wie es auch von Stadt und Stift Herford und den Familien Oldenhervorde und Quernheim geführt wurde, oder ein aufrechtstehender Adler (wahrscheinlich verwechselt mit einem Krebs) ähnlich dem Rietberger Wappen: Die Nebenlinie Gogreve genannt Crevet führte einen Krebs im Wappen.
Das Wappen des Kanzlers Johann Ghogreff von Jülich-Kleve-Berg enthält in Blau drei (2:1) goldene, gestürzte Hufeisen (bzw. Fasseisen, Maueranker, Anker der Wolfsangel). Helmzier drei goldene Kugeln, darauf ein Pfauenstoß. Die Quakenbrücker Gogreve führten – ähnlich wie andere dortige Burgmannenfamilien – einen dreimal im Wolkenschnitt (Wolkenfeh) geteilten Schild.

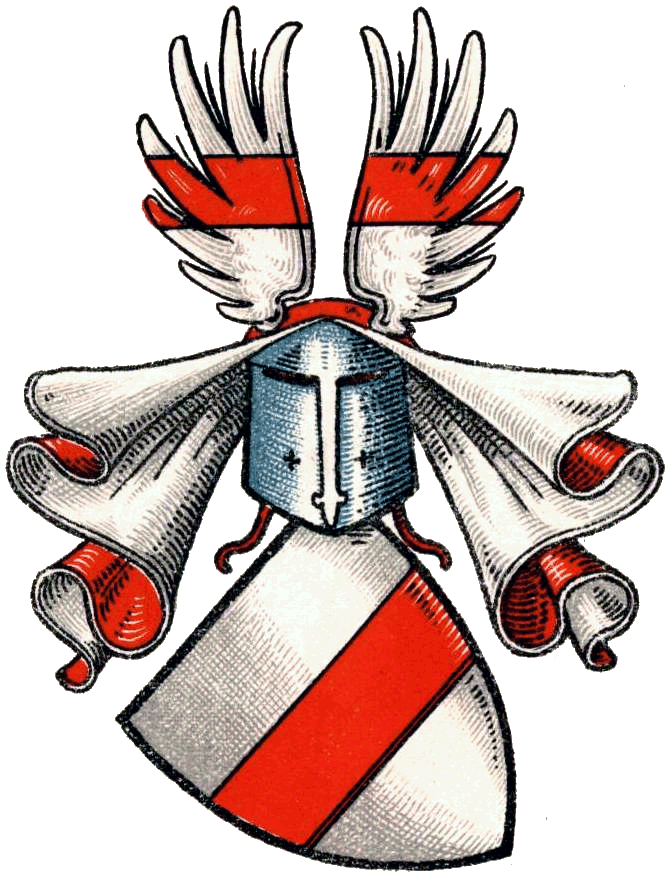
Wappen mit Querbalken (Quernheim; Oldenhervorde)
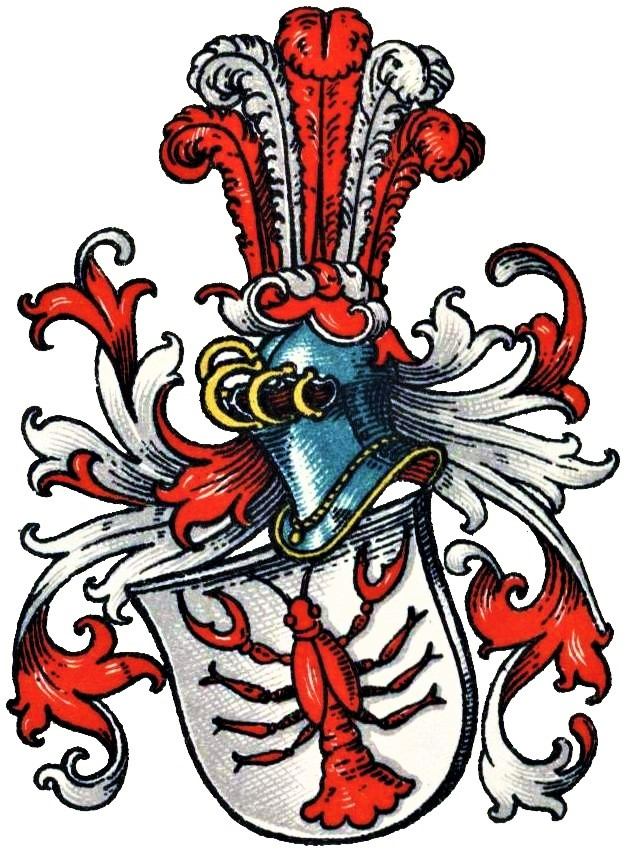
Wappen Krevet (Krebs)
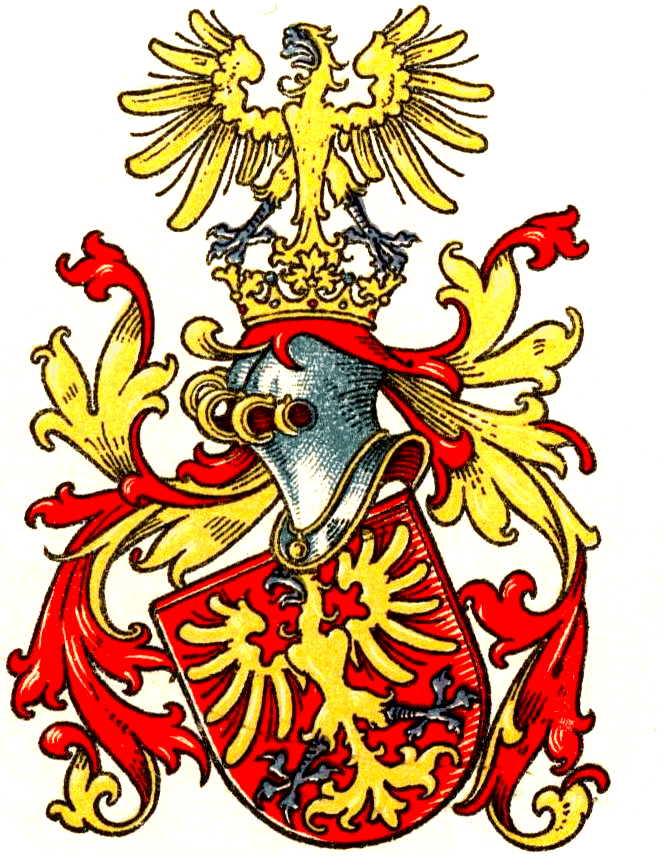
Wappen Rietberg
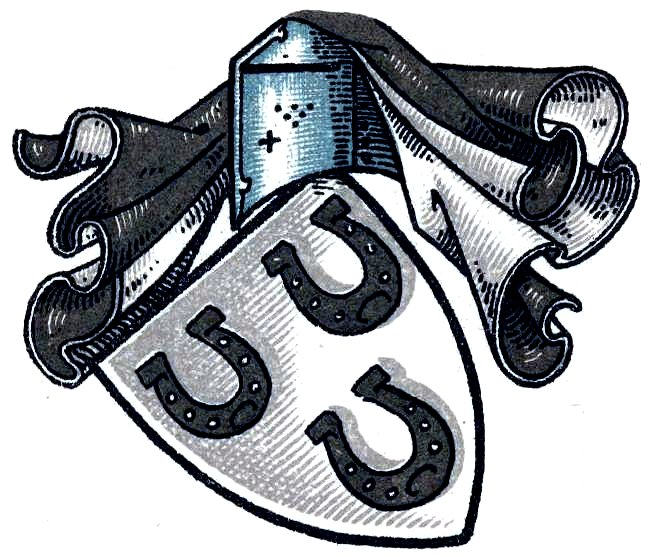
Wappen des Kanzlers Johann Ghogreff (Zeichnung mit geänderten Farben)
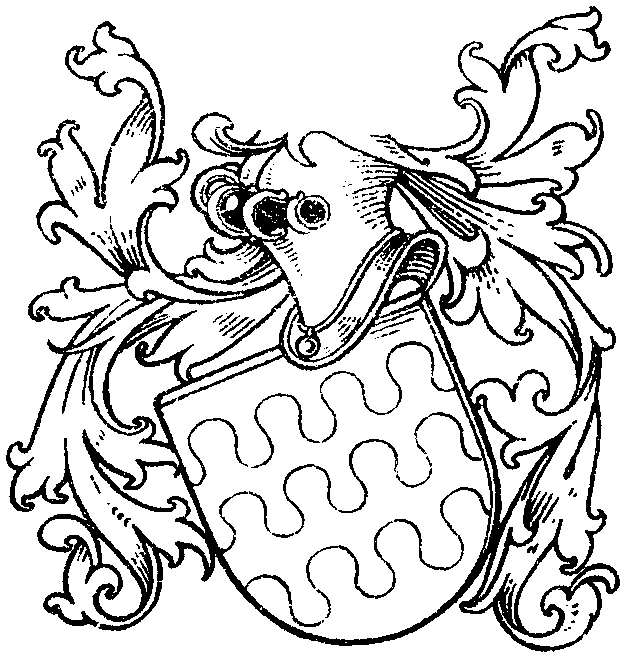
Wappen der Gogreve zu Quakenbrück

## Stammliste der Gogreve zur Hunteburg und zu Düsseldorf
Giseke (Giso) Gogreve († nach 1418), 1377, 1412 Inhaber eines Burglehen-Haus der Hunteburg,
1. Alhard (Albert) de Gogreve († nach 1431), 1421 Burgmann der Hunteburg, ⚭ Alheyd de Gogrevesche († 1426/31),
  1. Hermann (Harmen) Gogreve († 1481)[101] aus Lübbecke, 1436 Domherr, 1438, 1464,[27] 1465 Sangmeister (Domkantor), 1471, 1474 Domküster am Mindener Dom St. Gorgonius und St. Petrus
  2. Rabod de Gogreve († zwischen 1469 und 1499), Knappe
2. Johann de Ghogreve († nach 1436), 1421 Burgmann der Hunteburg, ⚭ N. (Osteke ?). N. († nach 1436),[102] eine Verwandte (moge) des Diderik Amendorp († nach 1419), Sohn des Knappen Diderikes Amendorp des Älteren († nach 1384),
3. Heinrich Gogreve († nach 1459), Sohn des Geseke, Knappe, ⚭ Lihse (Lize; Elisabeth) NN. († nach 1434),[103]
  1. Gerlach Gogreve († nach 1494),[70] Knappe,
  2. Giesbert (Gisgen; Giseke) Goegreffe (* vor 1430; † 1504/05),[70] Amtmann und Schlosshauptmann zu Düsseldorf, ⚭ I. Hilla (Hildegard) N., ⚭ II. vor 1478 Sophia (Fya) von Hammerstein († nach 1482), ⚭ III. 1491, Margaretha von der Recke († 1515/25)
    1. (To.) N. N. (* vor 1490/95; † vor 1523), ⚭ 1509 Wilhelm V. Staël von Holstein († 1535/47), Herr zu Sülz und Hammershof,
    2. Margaretha Gogreve (* vor 1495/99; † nach 1556, vielleicht † um 1573), ⚭ 1515 Gerhard von Dobbe († um 1524) zu Lyren in Wattenscheid,
    3. Wilhelm Ghogreff (* um 1495; † 1528/32, vermutlich um 1530), 1525 Amtmann zu Mettmann, ⚭ 1528 Anna Ketteler (⚭ II. 1532 Hermann von und zu Winkelhausen († vor 1558) auf Kalkum),
    4. Martin Ghogref (Goegreve) (* um 1495; † nach 1547), Kleriker,
    5. Johann Ghogreff (* um 1499; † 1554), deutscher Humanist und Kanzler von Jülich-Kleve-Berg, ⚭ 1531 Agnes von Binsfeld († vor 1582)
      1. Maria Ghogreve († 1591 oder 1593), ⚭ 1558/63 Franz II. von Waldeck-Eisenberg (um 1526–1574), Pfand- und Amtsherr des Hauses Beyenburg,
      2. Agnes Ghogreve (Gaugrebe) († 1598/1602), ⚭ 1578 Ludolf d. L. von Fürstenberg († 1581) zu Höllinghofen aus Werl,
      3. Werner Gogreff († 1559) zu Hellenbroich, Angerort und Medefort

  3. Pellike (Balder? Peter?) Gogreve,
  4. Alveke (verlesen: „Flueke“; Alverada) Gogreve,
  5. Rikeza (Rickze; Ricarda) Gogreve.
4. Godert von Gogreve († nach 1445)

## Weitere Mitglieder
- Alheidis (Aleke) Gogreve († 1482), 1453 Konventualin, 1457, 1475 Kämmerin, seit 1478 Priorin von Kloster Quernheim[104]
- Jutta Gogreve († nach 1494), 1478, 1483 als „Kammersche“ (Kämmerin) von Kloster Quernheim erwähnt[104]
- Jobst Gogreve (* um 1560; † um 1615), Bürgermeister von Paderborn
- Heinrich Gogreve († 1683), 1658 Stiftsdekan von St. Andreas in Lübbecke, 1681 abgesetzt, erwarb 1664 den Gogrevenhof (später Lückerscher Freihof, dann Gerlachscher Posthof) in Lübbecke[105]